# Lanolin

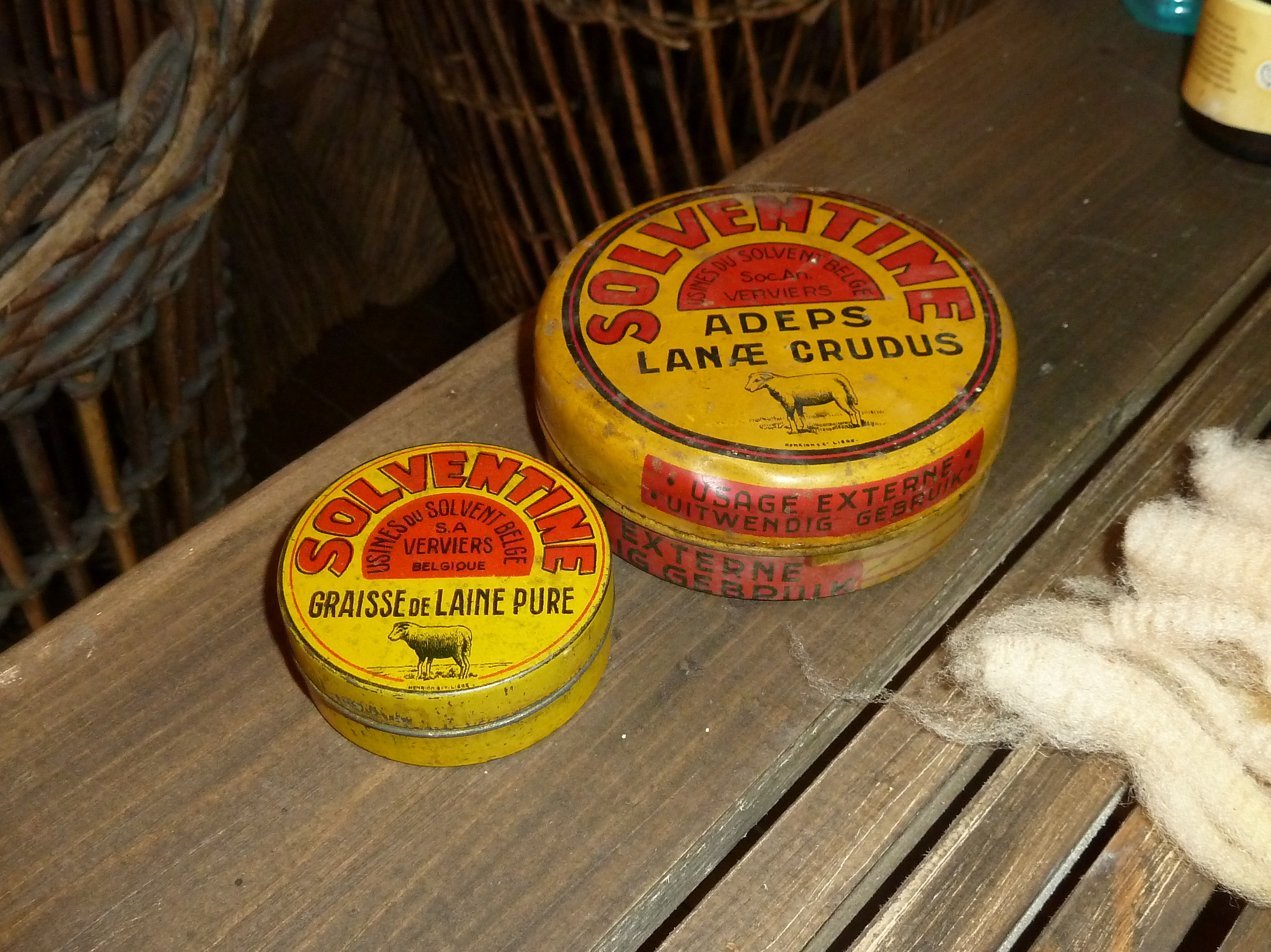
Hộp lanolin

Lanolin (từ tiếng Latin lāna, ‘len’, và oleum, ‘dầu’), còn gọi là sáp len hoặc mỡ len, là một loại sáp tiết ra từ tuyến bã nhờn của động vật có lớp lông len. Lanolin được con người sử dụng có nguồn gốc từ cừu nhà được gây giống đặc biệt chuyên lấy len. Về mặt lịch sử, nhiều dược sĩ đã gọi lanolin như chất béo len (adeps lanae); tuy nhiên, khi lanolin thiếu glycerit (este glycerol), nó không phải là chất béo thật sự. Lanolin chủ yếu bao gồm các ester sterol thay thế. Thuộc tính chống thấm nước của lanolin giúp cừu khi bị đổ nước vào lớp lông phủ ngoài. Một số giống cừu sản sinh lượng lớn lanolin. Có mối tương quan nghịch giữa đường kính sợi và hàm lượng sáp len.
Vai trò của lanolin trong tự nhiên là bảo vệ len và da khỏi khí hậu và môi trường; nó cũng đóng vai trò trong vệ sinh da (hệ vỏ bọc). Lanolin và các dẫn xuất được sử dụng để bảo vệ, điều trị và làm đẹp da người.